# Harold Sings Arlen (with a Friend)
Para muchos[¿quién?] Harold Arlen está considerado como el más gran compositor del siglo XX después de George Gershwin. Compuso más de 500 canciones.
Barbra Streisand ha grabado durante toda su carrera decenas de temas creados por él.  
Las dos canciones interpretadas por Streisand fueron grabadas los días 22 y 24 de noviembre de 1965 siendo incluidas en el recopilatorio de Just for the Record en 1991. 
Arlen y Streisand siempre sintieron un profundo respeto y admiración mutua.
El compositor pidió a Barbra que le acompañara en este álbum en el que él interpretaba sus propias canciones. Arlen comentó: "La versión de Barbra de 
House of Flowers es la más tierna y emocionante interpretación imaginable. Estoy encantado, agradecido, y en deuda con ella".

## Lista de temas
1. Blues In The Night (J. Mercer / H. Arlen)
2. Little Biscuit (E.Y. Harburg / H. Arlen)
3. DING-DONG! THE WITCH IS DEAD (E.Y. Harburg / H. Arlen)(Dúo con Barbra Streisand)
4. A Sleepin' Bee (T. Capote / H. Arlen)
5. In The Shade Of The New Apple Tree (E.Y. Harburg / H. Arlen)
6. Hit The Road To Dreamland (J. Mercer / H. Arlen)
7. Ac-Cent-Tchu-Ate The Positive (J. Mercer / H. Arlen)
8. My Shining Hour (J. Mercer / H. Arlen)
9. Today I Love Everybody (D. Fields / H. Arlen)
10. HOUSE OF FLOWERS (T. Capote / H. Arlen)(Barbra Streisand en solitario)
11. For Every Man There's A Woman (L. Robin / H. Arlen)
12. That's A Fine Kind O' Freedom (M. Charnin / H. Arlen)

## Créditos
- Editado en marzo de 1966
- Producción: Thomas Z. Shepard
- Arreglos y dirección: Peter Matz
- Ingenieros de sonido: Roy Halee, Larry Keyes, y Peter Dauria
- Fotografía de portada: Don Hunstein
- Notas: Harold Arlen y Edward Jablonski

## Lista de ventas
| \| US Billboard Pop Albums Chart (1966) \| \| \| ------------------------------------ \| --- \| \| Posición más alta \| --- \| \| Semanas en lista \| --- \| \| Certificación \| --- \| |     |
| US Billboard Pop Albums Chart (1966) |     |
| Posición más alta | --- |
| Semanas en lista | --- |
| Certificación | --- |